# Mwai Kibaki
Mwai Kibaki (Gatuyaini, 15 novembre 1931 – Nairobi, 21 aprile 2022) è stato un economista e politico keniota.
È stato il terzo Presidente del Kenya dal 2002 al 2013.

## Biografia
Nato al villaggio di Gatuyaini, nella divisione di Othaya della contea di Nyeri, era stato battezzato Emilio Stanley dai missionari italiani, anche se usa raramente quei nomi. Kibaki appartiene al più grande gruppo etnico keniota, i kikuyu (22% della popolazione). Da giovane frequenta le scuole missionarie in Kenya, poi passa in Uganda alle scuole economiche, risultato uno dei migliori studenti vince una borsa di studio nel Regno Unito.
Nel 1978 diventa vicepresidente del Kenya sino al 1988. Nel 2002 vince le elezioni presidenziali, scampando ad un incidente stradale che lo costrinse su una sedia a rotelle, succedendo al padre della patria Jomo Kenyatta e a 24 anni di regime del Presidente Daniel Toroitich arap Moi, ed avvia una serie di riforme economiche. Cerca di far passare una proposta di nuova costituzione, ma viene bocciata in un referendum, anche per il decisivo sostegno per il "No" dell'ancora popolarissimo Moi.
Il 25 luglio 2007 Kibaki designa Moi come inviato di pace nel Sudan (per la crisi del Darfur), considerata la sua grande esperienza e conoscenza degli affari africani, nonché la sua elevata statura di uomo di stato. Moi vuole aiutare il processo di pace nel Darfour, applicando l'accordo preliminare siglato nel 2005.
La stampa Keniota speculava che Moi e Kibaki pianificassero un'alleanza in vista delle elezioni di Dicembre 2007
Il 28 agosto 2007, Moi annuncia il suo appoggio alla rielezione di Kibaki e critica aspramente le due opposizioni del cartello Arancione del Movimento Democratico Arancione (ODM) definendole di natura tribale.
Viene rieletto il 30 dicembre 2007, dopo elezioni contestate per brogli dall'opposizione guidata dal candidato Raila Odinga, appartenente alla terza etnia del Paese, i Luo, suo avversario alla Presidenza. Anche gli organismi di controllo internazionali hanno segnalato irregolarità alle elezioni del 27 dicembre 2007, il cui esito è stato proclamato tre giorni dopo.